# Sovjet-Unie op de Olympische Winterspelen 1964
Tijdens de Olympische Winterspelen van 1964, die in Innsbruck (Oostenrijk) werden gehouden, nam de Sovjet-Unie voor de derde keer deel.

## Medailleoverzicht
| Sport              | Olympiër                                                        | Discipline            | Medaille |
| ------------------ | --------------------------------------------------------------- | --------------------- | -------- |
| Biatlon            | Vladimir Melanin                                                | 20 km (m)             | Goud     |
| Kunstrijden        | Ljoedmila Beljoesova Oleg Protopopov                            | paarrijden            | Goud     |
| Langlaufen         | Klavdija Bojarskich                                             | 5 km (v)              | Goud     |
| Langlaufen         | Klavdija Bojarskich                                             | 10 km (v)             | Goud     |
| Langlaufen         | Alevtina Koltsjina Jevdokia Meksjilo Klavdija Bojarskich        | 3x5 km estafette (v)  | Goud     |
| Schaatsen          | Ants Antson                                                     | 1500 m (m)            | Goud     |
| Schaatsen          | Lidia Skoblikova                                                | 500 m (v)             | Goud     |
| Schaatsen          | Lidia Skoblikova                                                | 1000 m (v)            | Goud     |
| Schaatsen          | Lidia Skoblikova                                                | 1500 m (v)            | Goud     |
| Schaatsen          | Lidia Skoblikova                                                | 3000 m (v)            | Goud     |
| IJshockey          | Olympisch team                                                  | mannen                | Goud     |
| Biatlon            | Aleksandr Privalov                                              | 20 km (m)             | Zilver   |
| Langlaufen         | Jevdokia Meksjilo                                               | 10 km (v)             | Zilver   |
| Noordse combinatie | Nikolaj Kiseljov                                                | mannen                | Zilver   |
| Schaatsen          | Jevgeni Grisjin                                                 | 500 m (m)             | Zilver   |
| Schaatsen          | Vladimir Orlov                                                  | 500 m (m)             | Zilver   |
| Schaatsen          | Irina Jegorova                                                  | 500 m (v)             | Zilver   |
| Schaatsen          | Irina Jegorova                                                  | 1000 m (v)            | Zilver   |
| Schaatsen          | Valentina Stenina                                               | 3000 m (v)            | Zilver   |
| Langlaufen         | Igor Vorontsjichin                                              | 30 km (m)             | Brons    |
| Langlaufen         | Maria Goesakova                                                 | 10 km (v)             | Brons    |
| Langlaufen         | Alevtina Koltsjina                                              | 5 km (v)              | Brons    |
| Langlaufen         | Ivan Oetrobin Gennadi Vaganov Igor Vorontsjichin Pavel Koltsjin | 4x10 km estafette (m) | Brons    |
| Schaatsen          | Berta Kolokoltseva                                              | 1500 m (v)            | Brons    |
| Schaatsen          | Tatjana Sidorova                                                | 500 m (v)             | Brons    |

## Deelnemers en resultaten

### Alpineskiën
| Olympiër         | Discipline       | Resultaat | Prestatie                           |
| ---------------- | ---------------- | --------- | ----------------------------------- |
| Vasili Melnikov  | afdaling (m)     | 36e       | 2.30,83 (+12,67)                    |
| Vasili Melnikov  | reuzenslalom (m) | dnf       | opgave                              |
| Vasili Melnikov  | slalom (m)       | 25e       | 2.22,61 (+11,48) 1.16,18+1.06,43    |
| Tali Monastyrev  | afdaling (m)     | 47e       | 2.35,27 (+17,11)                    |
| Tali Monastyrev  | reuzenslalom (m) | 37e       | 2.01,94 (+15,23)                    |
| Tali Monastyrev  | slalom (m)       | dns       | niet gestart                        |
| Valeri Sjein     | afdaling (m)     | 54e       | 2.38,13 (+19,97)                    |
| Valeri Sjein     | reuzenslalom (m) | 34e       | 2.01,18 (+14,47)                    |
| Valeri Sjein     | slalom (m)       | dnq       | niet geplaatst voor finalewedstrijd |
| Viktor Taljanov  | reuzenslalom (m) | 31e       | 2.00,38 (+13,67)                    |
|                  |                  |           |                                     |
| Stalina Demidova | afdaling (v)     | 40e       | 2.09,28 (+13,89)                    |
| Stalina Demidova | reuzenslalom (v) | 35e       | 2.10,11 (+17,87)                    |
| Stalina Demidova | slalom (v)       | 18e       | 1.44,97 (+15,11) 51,88+53,09        |
| Jevgenia Kabina  | afdaling (v)     | 37e       | 2.05,19 (+9,80)                     |
| Jevgenia Kabina  | reuzenslalom (v) | 38e       | 2.11,06 (+18,82)                    |
| Jevgenia Kabina  | slalom (v)       | 27e       | 1.59,48 (+29,62) 52,00+1.07,48      |
| Galina Sidorova  | afdaling (v)     | 39e       | 2.08,32 (+12,93)                    |
| Galina Sidorova  | reuzenslalom (v) | 39e       | 2.12,98 (+20,74)                    |
| Galina Sidorova  | slalom (v)       | 20e       | 1.48,26 (+18,40) 51,72+56,54        |

### Biatlon
| Olympiër            | Discipline | Resultaat | Prestatie                             |
| ------------------- | ---------- | --------- | ------------------------------------- |
| Vladimir Melanin    | 20 km (m)  | Goud      | 1:20.26,8 pen.: 0 (0-0-0-0)           |
| Aleksandr Privalov  | 20 km (m)  | Zilver    | 1:23.42,5 (+3.15,7) pen.: 0 (0-0-0-0) |
| Valentin Psjenitsyn | 20 km (m)  | 7e        | 1:26.59,0 (+6.32,2) pen.: 2 (0-0-0-2) |
| Nikolaj Poezanov    | 20 km (m)  | 10e       | 1:29.21,5 (+8.54,7) pen.: 4 (3-0-0-1) |

### Kunstrijden
| Olympiër                            | Discipline | Resultaat | Prestatie              |
| ----------------------------------- | ---------- | --------- | ---------------------- |
| Ljoedmila Belousova Oleg Protopopov | paarrijden | Goud      | pc. 13,0; 104,4 punten |
| Tatjana Zjoek Aleksandr Gavrilov    | paarrijden | 5e        | pc. 45,0; 96,6 punten  |

### Langlaufen
| Olympiër                                                        | Discipline            | Resultaat | Prestatie                                                   |
| --------------------------------------------------------------- | --------------------- | --------- | ----------------------------------------------------------- |
| Vajazit Gizatoellin                                             | 30 km (m)             | 12e       | 1:33.33,4 (+2.42,7)                                         |
| Vajazit Gizatoellin                                             | 50 km (m)             | 12e       | 2:51.02,4 (+7.09,8)                                         |
| Aleksandr Goebin                                                | 50 km (m)             | 14e       | 2:51.39,7 (+7.47,1)                                         |
| Pavel Koltsjin                                                  | 15 km (m)             | 6e        | 51.52,0 (+0.57,9)                                           |
| Ivan Ljoebimov                                                  | 50 km (m)             | 17e       | 2:52.28,1 (+8.35,5)                                         |
| Ivan Oetrobin                                                   | 30 km (m)             | 17e       | 1:34.10,4 (+3.19,7)                                         |
| Valeri Tarakanov                                                | 15 km (m)             | 17e       | 52.58,2 (+2.04,1)                                           |
| Gennadi Vaganov                                                 | 15 km (m)             | 14e       | 52.46,8 (+1.52,7)                                           |
| Gennadi Vaganov                                                 | 30 km (m)             | 19e       | 1:35.03,1 (+4.12,4)                                         |
| Igor Vorontsjichin                                              | 15 km (m)             | 7e        | 51.53,9 (+0.59,8)                                           |
| Igor Vorontsjichin                                              | 30 km (m)             | Brons     | 1:32.15,8 (+1.25,1)                                         |
| Igor Vorontsjichin                                              | 50 km (m)             | 11e       | 2:49.21,7 (+5.29,1)                                         |
| Ivan Oetrobin Gennadi Vaganov Igor Vorontsjichin Pavel Koltsjin | 4x10 km estafette (m) | Brons     | 2:18.46,9 (+0.12,3) (34.58,7 / 34.42,8 / 34.18,0 / 34.47,4) |
|                                                                 |                       |           |                                                             |
| Rita Atsjkina                                                   | 5 km (v)              | 10e       | 18.51,1 (+1.00,6)                                           |
| Klavdija Bojarskich                                             | 5 km (v)              | Goud      | 17.50,5                                                     |
| Klavdija Bojarskich                                             | 10 km (v)             | Goud      | 40.24,3                                                     |
| Maria Goesakova                                                 | 10 km (v)             | Brons     | 40.46,6 (+0.22,3)                                           |
| Alevtina Koltsjina                                              | 5 km (v)              | Brons     | 18.08,4 (+0.17,9)                                           |
| Alevtina Koltsjina                                              | 10 km (v)             | 7e        | 41.26,2 (+1.01,9)                                           |
| Jevdokia Meksjilo                                               | 5 km (v)              | 4e        | 18.16,7 (+0.26,2)                                           |
| Jevdokia Meksjilo                                               | 10 km (v)             | Zilver    | 40.26,6 (+0.02,3)                                           |
| Alevtina Koltsjina Jevdokia Meksjilo Klavdija Bojarskich        | 3x5 km estafette (v)  | Goud      | 59.20,2 (21.17,9 / 19.08,5 / 18.53,8)                       |

### Noordse combinatie
| Olympiër            | Discipline | Resultaat | Prestatie                                                                                           |
| ------------------- | ---------- | --------- | --------------------------------------------------------------------------------------------------- |
| Nikolaj Kiseljov    | mannen     | Zilver    | 453,04 punten schans: 233,0 p 113,9 (70,0 m)+94,1 (62,0 m)+119,1 (70,0 m) 15 km: 220,04 p (51.49,1) |
| Nikolaj Goesakov    | mannen     | 4e        | 449,36 punten schans: 223,4 p 10,3 (65,0 m)+103,4 (66,0 m)+120,0 (69,5 m) 15 km: 225,96 p (51.19,8) |
| Vjatsjeslav Drjagin | mannen     | 7e        | 422,75 punten schans: 216,2 p 95,9 (63,0 m)+101,8 (64,5 m)+114,4 (67,0 m) 15 km: 206,55 p (52.58,3) |

### Schaatsen
| Olympiër              | Discipline   | Resultaat | Prestatie       |
| --------------------- | ------------ | --------- | --------------- |
| Ants Antson           | 1500 m (m)   | Goud      | 2.10,3          |
| Ants Antson           | 10.000 m (m) | 5e        | 16.08,7 (+18,6) |
| Moezachid Chabiboelin | 5000 m (m)   | 10e       | 7.52,3 (+13,9)  |
| Boris Goeljajev       | 500 m (m)    | 15e       | 41,7 (+1,6)     |
| Rafael Gratsj         | 500 m (m)    | 10e       | 41,4 (+1,3)     |
| Jevgeni Grisjin       | 500 m (m)    | Zilver    | 40,6 (+0,5)     |
| Jevgeni Grisjin       | 1500 m (m)   | 11e       | 2.13,3 (+3,0)   |
| Viktor Kositsjkin     | 5000 m (m)   | 4e        | 7.45,8 (+7,4)   |
| Viktor Kositsjkin     | 10.000 m (m) | 6e        | 16.19,3 (+29,2) |
| Edoeard Matoesevitsj  | 1500 m (m)   | 6e        | 2.12,2 (+1,9)   |
| Vladimir Orlov        | 500 m (m)    | Zilver    | 40,6 (+0,5)     |
| Igor Ostasjov         | 10.000 m (m) | 12e       | 16.45,5 (+55,4) |
| Lev Zajtsev           | 1500 m (m)   | 5e        | 2.12,1 (+1,8)   |
|                       |              |           |                 |
| Irina Jegorova        | 500 m (v)    | Zilver    | 45,4 (+0,4)     |
| Irina Jegorova        | 1000 m (v)   | Zilver    | 1.34,3 (+1,1)   |
| Berta Kolokoltseva    | 1500 m (v)   | Brons     | 2.27,1 (+4,5)   |
| Klare Nesterova       | 3000 m (v)   | 4e        | 5.22,5 (+7,6)   |
| Tatjana Sidorova      | 500 m (v)    | Brons     | 45,5 (+0,5)     |
| Lidia Skoblikova      | 500 m (v)    | Goud      | 45,0            |
| Lidia Skoblikova      | 1000 m (v)   | Goud      | 1.33,2          |
| Lidia Skoblikova      | 1500 m (v)   | Goud      | 2.22,6          |
| Lidia Skoblikova      | 3000 m (v)   | Goud      | 5.14,9          |
| Valentina Stenina     | 1000 m (v)   | 5e        | 1.36,0 (+2,8)   |
| Valentina Stenina     | 1500 m (v)   | 7e        | 2.29,9 (+7,3)   |
| Valentina Stenina     | 3000 m (v)   | Zilver    | 5.18,5 (+3,6)   |

### Schansspringen
| Olympiër            | Discipline         | Resultaat | Prestatie                                                 |
| ------------------- | ------------------ | --------- | --------------------------------------------------------- |
| Aleksandr Ivannikov | normale schans (m) | 17e       | 203,3 punten 101,6 (75,0 m)+99,8 (73,0 m)+101,7 (73,5 m)  |
| Aleksandr Ivannikov | grote schans (m)   | 6e        | 213,3 punten 106,8 (90,0 m)+99,2 (81,5 m)+106,5 (83,5 m)  |
| Nikolaj Kamenski    | normale schans (m) | 21e       | 201,1 punten 100,4 (72,0 m)+99,1 (72,5 m)+100,7 (73,5 m)  |
| Nikolaj Kamenski    | grote schans (m)   | 38e       | 184,2 punten 89,4 (79,0 m)+94,3 (79,5 m)+89,9 (73,0 m)    |
| Pjotr Kovalenko     | normale schans (m) | 12e       | 205,1 punten 100,8 (75,5 m)+101,1 (75,0 m)+104,0 (77,5 m) |
| Pjotr Kovalenko     | grote schans (m)   | 20e       | 201,4 punten 99,1 (87,0 m)+96,2 (81,5 m)+102,3 (81,0 m)   |
| Nikolaj Sjamov      | normale schans (m) | 36e       | 192,1 punten 96,7 (71,5 m)+95,2 (71,5 m)+95,4 (70,0 m)    |
| Koba Tsakadze       | grote schans (m)   | 27e       | 195,6 punten 99,1 (87,0 m)+96,5 (80,5 m)+94,7 (75,5 m)    |

### IJshockey
| Olympiër | Discipline | Resultaat | Prestatie |
| --- | ---------- | --------- | --- |
| Viktor Konovalenko Boris Zajtsev Vitali Davydov Edoeard Ivanov Aleksandr Ragoelin Viktor Koezkin Konstantin Loktev Aleksandr Almetov Veniamin Aleksandrov Jevgeni Majorov Vjatsjeslav Starsjinov Boris Majorov Leonid Volkov Viktor Jakoesjev Anatoli Firsov Oleg Zajtsev Stanislav Petoechov | mannen     | Goud      | kwalificatieronde: 19 - 1 Sovjet-Unie - Hongarije A-groep (1e-8e plaats): 5 - 1 Sovjet-Unie - Verenigde Staten 7 - 5 Sovjet-Unie - Tsjecho-Slowakije 15 - 0 Sovjet-Unie - Zwitserland 10 - 0 Sovjet-Unie - Finland 10 - 0 Sovjet-Unie - Duits eenheidsteam 4 - 2 Sovjet-Unie - Zweden 3 - 2 Sovjet-Unie - Canada |

Argentinië · Australië · België · Bulgarije · Canada · Chili · Denemarken · Duits eenheidsteam · Finland · Frankrijk · Griekenland · Groot-Brittannië · Hongarije · IJsland · India · Iran · Italië · Japan · Joegoslavië · Libanon · Liechtenstein · Mongolië · Nederland ·  Noord-Korea · Noorwegen · Oostenrijk · Polen · Roemenië · Sovjet-Unie · Spanje · Tsjecho-Slowakije · Turkije · Verenigde Staten · Zuid-Korea · Zweden · Zwitserland